# Braunston Goddess

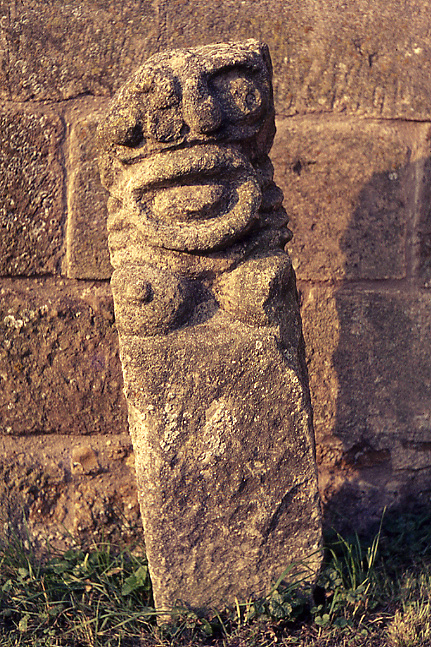
Die „Braunston Goddess“

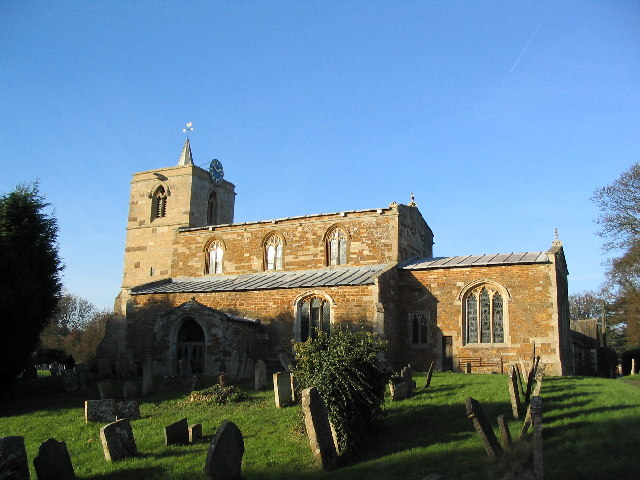
Church of All Saints

Die Braunston Goddess ist eine steinerne weibliche Figur unbekannten Alters, die auf dem Friedhof der All Saint’s Church in Braunston der ehemals kleinsten selbständigen Verwaltungseinheit (Unitary Authority) in Rutland in England steht.
Ihr ursprünglicher Zweck ist unbekannt, obwohl sie ein wenig an die „Hunky Punks von Somerset“ erinnert. Die Figur ist keine Sheela-na-Gig. Sie lag viele Jahre mit der Frontseite nach unten vor der Kirchentür, bevor sie wiederentdeckt und in den 1920er Jahren am Fuße des Kirchturms aufgerichtet wurde. Der Friedhof liegt auf einem runden Hügel und kann ein heidnischer Kultbereich gewesen sein.
Die weibliche Figur zeigt einen grotesken Kopf. Sie kann eine eisenzeitliche oder keltische Göttinnenfigur darstellen. Als dieses Gebiet „christianisiert“ wurde, kann sie in die Kirche aufgenommen worden sein, um die Ortsansässigen zu animieren, die frühchristliche Kirche zu besuchen. Die Erinnerung an solch eine Kirche ist jedoch verloren gegangen. Die erste belegte Kirche an dieser Stelle stammt aus der Zeit der Normannen. Sie wurde im 14. Jahrhundert ersetzt, bevor sie im Jahre 1848 abgerissen wurde und das Material zum Bau der heutigen Kirche verwendet wurde.